# فرودگاه بین‌المللی شیخ زاید (رحیم‌یارخان)
فرودگاه بین‌المللی شیخ زاید (رحیم‌یارخان) (به انگلیسی: Shaikh Zayed International Airport (Rahim Yar Khan)) (به زبان بومی: Rahim Yar Khan Airport) یک فرودگاه همگانی با کد یاتا RYK است که یک باند فرود آسفالت دارد و طول باند آن ۳۰۰۰ متر است. این فرودگاه در شهر رحیم‌یارخان، پاکستان کشور پاکستان قرار دارد و در ارتفاع ۸۳ متری از سطح دریا واقع شده است.